# Triennale de Bruges
 (septembre 2024).
 (septembre 2024).
La mise en forme du texte ne suit pas les recommandations de Wikipédia : il faut le « wikifier ».
Les points d'amélioration suivants sont les cas les plus fréquents. Le détail des points à revoir est peut-être précisé sur la page de discussion.
- Les titres sont pré-formatés par le logiciel. Ils ne sont ni en capitales, ni en gras.
- Le texte ne doit pas être écrit en capitales (les noms de famille non plus), ni en gras, ni en italique, ni en « petit »…
- Le gras n'est utilisé que pour surligner le titre de l'article dans l'introduction, une seule fois.
- L'italique est rarement utilisé : mots en langue étrangère, titres d'œuvres, noms de bateaux, etc.
- Les citations ne sont pas en italique mais en corps de texte normal. Elles sont entourées par des guillemets français : « et ».
- Les listes à puces sont à éviter, des paragraphes rédigés étant largement préférés. Les tableaux sont à réserver à la présentation de données structurées (résultats, etc.).
- Les appels de note de bas de page (petits chiffres en exposant, introduits par l'outil «  Source ») sont à placer entre la fin de phrase et le point final[comme ça].
- Les liens internes (vers d'autres articles de Wikipédia) sont à choisir avec parcimonie. Créez des liens vers des articles approfondissant le sujet. Les termes génériques sans rapport avec le sujet sont à éviter, ainsi que les répétitions de liens vers un même terme.
- Les liens externes sont à placer uniquement dans une section « Liens externes », à la fin de l'article. Ces liens sont à choisir avec parcimonie suivant les règles définies. Si un lien sert de source à l'article, son insertion dans le texte est à faire par les notes de bas de page.
- La présentation des références doit suivre les conventions bibliographiques. Il est recommandé d'utiliser les modèles {{Ouvrage}}, {{Chapitre}}, {{Article}}, {{Lien web}} et/ou {{Bibliographie}}. Le mode d'édition visuel peut mettre en forme automatiquement les références.
- Insérer une infobox (cadre d'informations à droite) n'est pas obligatoire pour parachever la mise en page.

Pour une aide détaillée, merci de consulter Aide:Wikification.
Si vous pensez que ces points ont été résolus, vous pouvez retirer ce bandeau et améliorer la mise en forme d'un autre article.
La Triennale de Bruges est une manifestation d’art contemporain initiée en 2015, et qui se tient tous les trois ans dans la ville de Bruges en Belgique. Cette initiative est la résurrection d’une triennale qui s’était déroulée dans la même ville au 20e siècle, en 1968, 1971 et 1974. 
Les expositions de la Triennale de Bruges se tiennent à la belle saison (printemps et été) et comptent parmi les nombreux événements à caractère culturel et touristique organisés à Bruges. 
Soutenus par la Ville de Bruges, plusieurs acteurs culturels (musées, centres d’art, etc.) effectuent une sélection d’artistes contemporains, qui sont invités à présenter leurs œuvres (sculptures, installations) dans l’espace public. Chaque triennale s’articule autour d’une thématique.

## Triennale de Bruges 2015 / Bruges as megapolis[1]
« Chaque année, cinq millions de touristes visitent Bruges. Que se passerait-il s’ils décidaient de rester ? Est-ce qu’une petite ville historique, préservée pour son patrimoine, peut brutalement se transformer en mégapole ? »… C’est la question posée aux intervenants dont les œuvres étaient proposées lors de la Triennale de Bruges en 2015.
- Quiet is the New Loud, O+A (Bruce Odland (en) / Sam Auinger)
- Cataract Gorge, Romy Achituv (en)
- Canal Swimmer’s Club, Atelier Bow-Wow
- A Place Beyond Belief, Nathan Coley (en)
- The Passage Room, Daniël Dewaele
- Wu Wei Er Wei (Doing Nothing Doing), Song Dong (en)
- Uber Capitalism, Rainer Ganahl
- Vertically Integrated Socialism, Nicolas Grenier
- Undercurrent, He He
- 1 :1 connect : Diamondscope, Vibeke Jensen
- Tree Huts in Bruges, Tadashi Kawamata
- Gold Guides Me, Anne K. Senstad
- Bridge by the Canal, Studio Mumbai
- Masquerade, Vermeir & Heiremans

## Triennale de Bruges 2018 / Liquid City[2]
L’édition 2018 de la Triennale de Bruges proposait une « une réflexion sur l'avenir d'une ville comme Bruges et de sa société, en partie inspirée par les écrits du sociologue et philosophe polonais Zygmunt Bauman (1925 - 2017). Dans quelle mesure une ville historique comme Bruges peut-elle être flexible, fluide ou résiliente à une époque où le monde change rapidement et où tout est fluide et éphémère ? »
- MFS III – Minne Floating School, Kunlé Adeyemi (en)
- Khayyam Fountain, Monir Shahroudy Farmanfarmaian
- Brug, Jarosław Kozakiewicz (en)
- UrbanModeL, Wesley Meuris (nl)
- Acheron I, Renato Nicolodi (en)
- The Floating Island, OBBA
- Lanchals, John Powers
- House of Time, raumlaborberlin
- What’s Eating the Chinese Mitten Crab
- G.O.D., Ruimteveldwerk
- Aerocene, Tomás Saraceno
- Selgascano pavilion
- Skyscraper (the Bruges Whale), Studio KCA
- INFINITI23, Peter Van Driessche

## Triennale de Bruges 2021 / TraumA[3]
« Sous le thème « TraumA », l'édition 2021 de la Triennale de Bruges a exploré la zone floue qui sépare le rêve du traumatisme, le paradis de l'enfer. Treize créations sculpturales, architecturales et organiques ont formé un voyage dans les coulisses de l'imaginaire urbain. Car si Bruges semble être une destination de rêve pour beaucoup, la pauvreté, la solitude et l'angoisse se cachent également dans ce monde à l'image parfaite. » 
- Happy Coincidences, Amanda Browder (en)
- Inner Circle, Nadia Kaabi-Linke
- The Bruges Diptych, Jon Lott
- Who is afraid of Natasha ?, Joanna Malinowska & C.T. Jasper (en)
- Les Niches Parties, Nadia Naveau (nl)
- And the World Keeps Turning, Nnenna Okore
- Banisteria Caapi (Desnatureza 4), Henrique Oliveira
- Danse Macabre, Hans Op de Beeck
- Black Lightning, Gregor Schneider
- Disentanglement, Laura Splan (en)
- Colonnade, Gijs Van Vaerenbergh (nl)
- From the series Brick Farm, Adrian Villar Rojas
- Strangler, Héctor Zamora (en)

## Triennale de Bruges 2024 / Spaces of Possibility[4]
L’édition 2024 s’articule « autour du thème « Spaces of Possibility ». Comment une ville historique classée à l'UNESCO, où la préservation du patrimoine architectural est centrale, fait-elle face au changement ? Et comment l'art et l'architecture contemporains peuvent-ils servir de catalyseur à ce changement durable ? » 
- Who ?, Ivan Argote
- The tower of balance, Bangkok Project Studio
- Firesong for the bees, a tree of clay, Mariana Castillo Deball
- Full Swing, Mona Hatoum
- Star of the Sea, Ivan Morison
- Raamland, Norell/Rodhe
- Empty Drop, Shingo Masuda + Katsuhisa Otsubo Architects
- Common Thread, SO-IL (en)
- Earthsea Pavilion, Studio Ossidiana
- Under the Carpet, Adrien Tirtiaux
- The Joyful Apocalypse, Traumnovelle
- Grains of Paradise, Sumayya Vally (en)